# Monika Burri
Monika Burri (* 14. Juli 1970 in Aarau) ist eine Schweizer Historikerin, Publizistin und Autorin.

## Leben und Wirken
Monika Burri absolvierte 1990 die Matura Typus B an der Alten Kantonsschule Aarau. Ab 1991 studierte sie Allgemeine Geschichte und Philosophie an der Universität Zürich und beendete das Studium mit der Lizenziatsarbeit Bergbahnbau, Tourismusindustrie und bürgerlicher Naturgenuss im ausgehenden 19. Jahrhundert. Die Vitznau-Rigi-Bahn als Prototyp der touristischen Zahnradbahn.
Von 1998 bis 2011 war sie wissenschaftliche Mitarbeiterin an der Professur für Technikgeschichte der ETH Zürich. 2011 wurde sie mit der Studie Bodywear. Zur Geschichte der Trikotkleidung 1850–2000 promoviert. Burri war wissenschaftliche Mitarbeiterin in Archiv-, Forschungs- und Vermittlungsprojekten im Staatsarchiv Aargau (2011–2015) und anschließend an der Hochschule Luzern – Design & Kunst (bis 2019).
Ab 1998 veröffentlichte sie als freischaffende Journalistin zahlreiche Beiträge und Rezensionen u. a. für den Zürcher Tages-Anzeiger und die NZZ am Sonntag und ist als Autorin und Herausgeberin tätig, insbesondere zu den Schwerpunkten Kultur-, Technik- und Unternehmensgeschichte.

## Veröffentlichungen (Auswahl)
- mit Sabine von Fischer: Halter 1918–2018. Das Familienunternehmen Halter über drei Generationen. Halter AG, Zürich
- Das Fahrrad. Wegbereiter oder überrolltes Leitbild? Eine Fussnote zur Technikgeschichte des Automobils. Preprints zur Kulturgeschichte der Technik 1998/5.
- als Hrsg. mit David Gugerli, Kilian Elsasser: Die Internationalität der Eisenbahn 1850–1970. Interferenzen 7 – Studien zur Kulturgeschichte der Technik. Chronos Verlag, Zürich 2003, ISBN 3-0340-0648-9.
- als Hrsg. mit Andrea Westermann: ETHistory 1855–2005. Sightseeing durch 150 Jahre ETH Zürich. hier+jetzt Verlag, Baden 2005, ISBN 3-03919-016-4.
- Die Welt im Taschenformat. Die Postkartensammlung Adolf Feller. Verlag Scheidegger & Spiess, Zürich 2011, ISBN 978-3-85881-339-8.
- Bodywear. Geschichte der Trikotkleidung 1850–2000. Chronos Verlag, Zürich 2012, ISBN 978-3-0340-1132-7.
- Forschung im Fokus. Wissenschaftsfotografien aus dem Bildarchiv der ETH-Bibliothek. Bilderwelten 3 – Fotografien aus dem Bildarchiv der ETH-Bibliothek. Verlag Scheidegger & Spiess, Zürich 2013, ISBN 978-3-85881-395-4.